# 日本民主法律家協会
日本民主法律家協会（にほんみんしゅほうりつかきょうかい）は、平和主義、民主主義、人権擁護を推進する日本の法律家団体。略称は日民協。

## 概要
1961年10月に設立。月刊機関紙『法と民主主義』（略称『法民』）を刊行している。

## その他
- 2002年に徳島県知事大田正が第三者による「汚職問題調査団」の設置を提案、自民・公明などによって否決された時には、公明党はビラで「調査団に県外の弁護士2名が加わっており、共産党系の日本民主法律家協会会員なのは公正さを欠く」と反対した理由を説明した。協会は抗議文で、「現実に会員の思想信条はまことに多様であり、支持政党も多岐に分かれて」おり、旧社会党や公明党、現在では民主党にかかわる会員も少なくないと反論。謝罪と訂正広告を要求した[1]。